# Djerv (banda)
Djerv é uma banda norueguesa, cuja música é uma mistura de pop rock e heavy metal. 

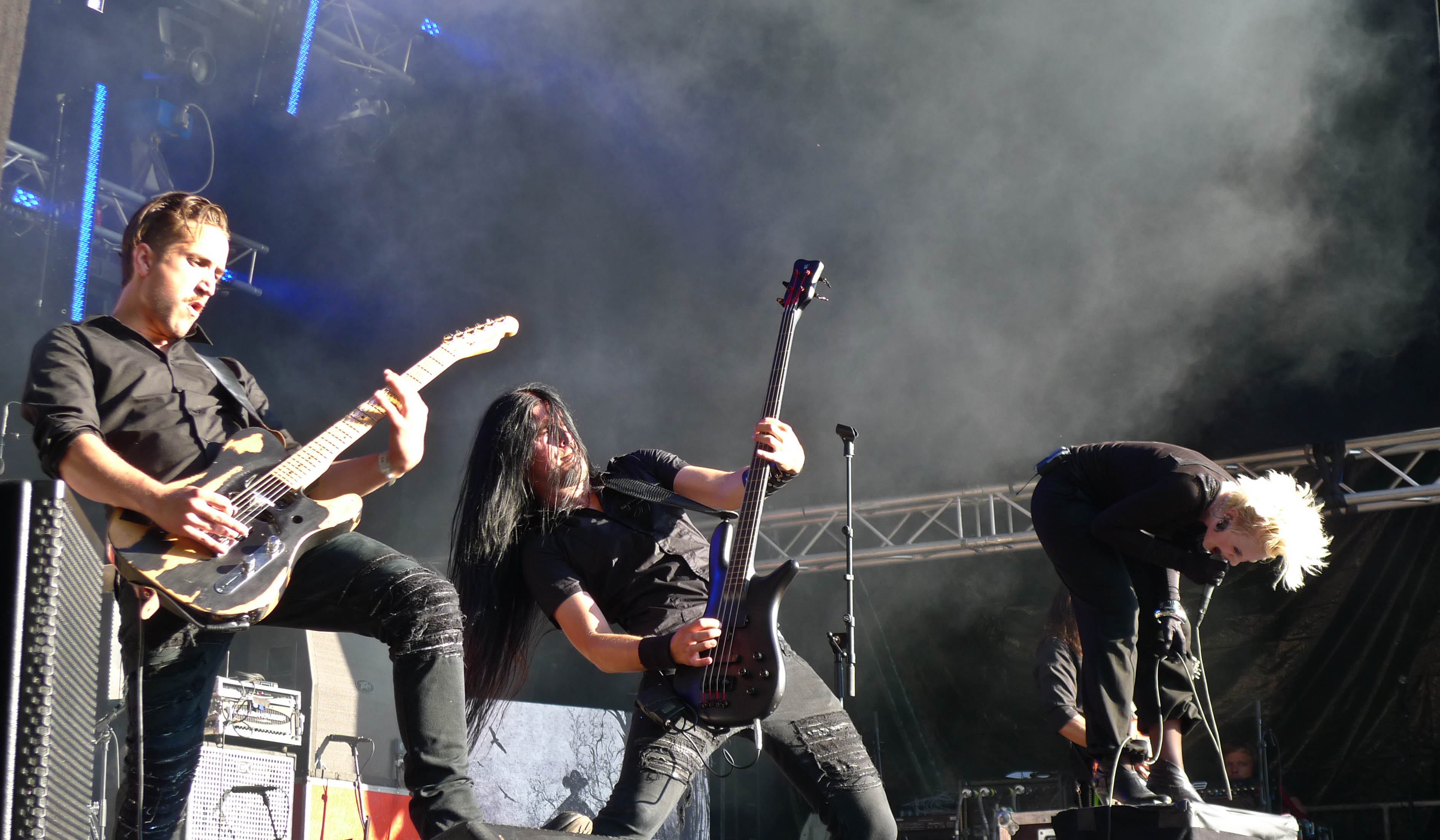
Integrantes da banda Djerv

## Membros

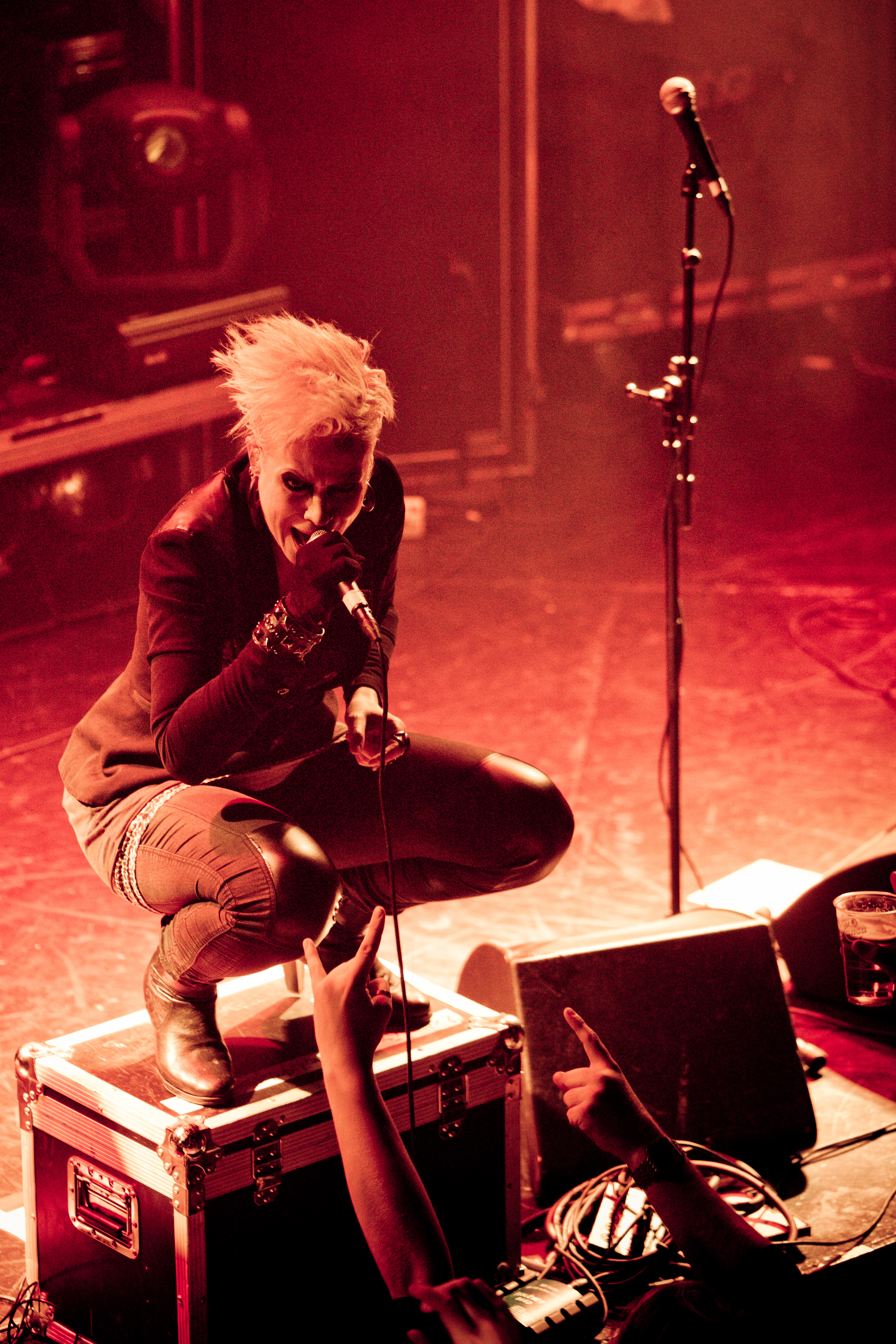
Agnete em um de seus shows

- Agnete Kjølsrud - vocalista Agnete em um de seus shows
- Stian Kårstad - guitarrista
- Erlend Gjerde - baterista

## História
A banda foi formada no início de 2010, após a dissolução da Animal Alpha e Stonegard. Em 2013, a vocalista Agnete gravou a canção "Get Jinxed" com a desenvolvedora de jogos americanos Riot Games para o jogo League of Legends.

## Discografia
- Headstone (EP)(2010)
- Djerv (2011)